# Anomer
U kemiji ugljikohidrata, par anomera (od grčkog ἄνω 'gore, iznad' i μέρος 'dio') je par gotovo identičnih stereoizomera ili dijastereomera koji se razlikuju samo po anomernom ugljiku, ugljikovom atomu koji nosi aldehid ili keton u obliku otvorenog lanca šećera. Međutim, da bi anomeri postojali, šećer mora biti u svom cikličkom obliku, budući da je u obliku otvorenog lanca anomerni atom ugljika planaran i stoga akiralan. Formalnije rečeno, anomer je epimer na hemiacetal/hemiketal ugljikovom atomu u cikličkom saharidu.
Anomerizacija je proces pretvorbe jednog anomera u drugi. Kao što je tipično za stereoizomerne spojeve, različiti anomeri imaju različita fizikalna svojstva, tališta i specifična zakretanja.

## Nomenklatura
Svaka dva anomera označena su alfa (α) ili beta (β), prema konfiguracijskom odnosu između anomernog središta i anomernog referentnog atoma, stoga su oni relativni stereodeskriptori. Anomerni centar u poluacetalima je anomerni ugljik C-1; u hemiketalima, to je ugljik izveden iz karbonila ketona (npr. C-2 u D-fruktozi). U aldoheksozama anomerni referentni atom je stereocentar koji je najudaljeniji od anomernog ugljika u prstenu (konfiguracijski atom, koji definira šećer kao D ili L). Na primjer, u α-D-glukopiranozi referentni atom je C-5.
Ako je u cikličkoj Fischerovoj projekciji egzociklički atom kisika u anomernom središtu cis (na istoj strani) egzocikličkom kisiku vezanom za anomerni referentni atom (u OH skupini), anomer je α. Ako su dva kisika trans (na različitim stranama), anomer je β.

## Anomerizacija
Anomerizacija je proces pretvorbe jednog anomera u drugi. Za reducirajuće šećere, anomerizacija se naziva mutarotacija i lako se javlja u otopini, a katalizirana je kiselinom i bazom. Ovaj reverzibilni proces obično dovodi do anomerne smjese u kojoj se konačno postiže ravnoteža između dva pojedinačna anomera.
Omjer dva anomera specifičan je za dotični šećer. Na primjer, bez obzira na konfiguraciju početne D-glukoze, otopina će se postupno kretati prema mješavini približno 64 % β-D-glukopiranozida i 36 % α-D-glukopiranoze. Kako se omjer mijenja, mijenja se optička rotacija smjese; taj se fenomen naziva mutarotacija.

### Mehanizam anomerizacije
Iako su ciklički oblici šećera obično jako favorizirani, poluacetali u vodenoj otopini su u ravnoteži sa svojim oblicima otvorenog lanca. U aldoheksozama se ova ravnoteža uspostavlja jer se poluacetalna veza između C-1 (ugljika vezanog na dva kisika) i C-5 kisika cijepa (tvoreći spoj otvorenog lanca) i reformira (tvoreći ciklički spoj). Kada se poluacetalna skupina reformira, OH skupina na C-5 može napasti bilo koju od dvije stereokemijski različite strane aldehidne skupine na C-1. Koju stranu napada određuje hoće li se formirati α- ili β-anomer.
Anomerizacija glikozida obično se događa u kiselim uvjetima. Tipično, anomerizacija se događa kroz protoniranje egzocikličkog acetalnog kisika, ionizaciju kako bi se formirao oksokarbenijev ion uz oslobađanje alkohola i nukleofilni napad alkohola na stražnju stranu oksokarbenijevog iona, nakon čega slijedi deprotonacija.

## Fizikalna svojstva i stabilnost
Anomeri se razlikuju po strukturi i stoga imaju različite stabilizirajuće i destabilizirajuće učinke jedni od drugih. Glavni čimbenici koji doprinose stabilnosti određenog anomera su:
- Anomerni učinak, koji stabilizira anomer koji ima elektron-donirajuću skupinu (obično atom kisika ili dušika) u aksijalnoj orijentaciji na prstenu. Taj se učinak ukida u polarnim otapalima poput vode.

- 1,3-diaksijalno međudjelovanje, koje obično destabiliziraju anomer koji ima anomernu skupinu u aksijalnoj orijentaciji na prstenu. Ovaj učinak je posebno uočljiv u piranozama i drugim šesteročlanim prstenastim spojevima. Ovo je glavni čimbenik u vodi.

- Vodikove veze između anomerne skupine i drugih skupina na prstenu, dovode do stabilizacije anomera.

- Dipolarno odbijanje između anomerne skupine i drugih skupina na prstenu, što dovodi do destabilizacije anomera.

Za D-glukopiranozid, β-anomer je stabilniji anomer u vodi. Za D-manopiranozu, α-anomer je stabilniji anomer.
Budući da su anomeri dijastereomeri jedni drugima, često se razlikuju u fizičkim i kemijskim svojstvima. Jedno od najvažnijih fizikalnih svojstava koje se koristi za proučavanje anomera je specifično zakretanje, koja se može pratiti polarimetrijom.